# Małomir
Małomir – staropolskie imię męskie, złożone z członów Mało- ("mało") i -mir ("pokój, spokój, dobro"). Znaczenie imienia: "mały pokój".
Małomir imieniny obchodzi 11 stycznia.